# 鳥居清元
鳥居 清元（とりい きよもと、正保2年〈1645年〉 - 元禄15年4月28日〈1702年5月24日〉）とは、江戸時代中期の浮世絵師。浮世絵師鳥居派の祖とされる人物。

## 来歴
鳥居派の言い伝えを記した『改訂劇雅集』によれば通称は庄七、正保2年に大坂で生まれる。女形役者であったが画才があり、道頓堀の劇場で絵看板を描くことがあった。寛文2年（1662年）に妻帯しふたりの男子を儲け、貞享4年（1687年）春、妻子とともに江戸に移り難波町（現在の日本橋人形町二丁目と日本橋富沢町の一部）に住み、役者を廃業して絵描きを家業とした。元禄3年（1690年）には市村座の絵看板を描く。元禄15年4月28日、享年58で没したという。初代鳥居清信は次男とされる。
しかしこの鳥居清元が役者として舞台を勤めていたという形跡や、清元が描いたとされる絵は見つかっていない。吉田暎二が無署名の横版墨摺りの役者絵を清元の作としたことがあったが、それは描かれている役者と画風から、上方の絵師大森善清の作ではないかという指摘がある。役者評判記『役者略請状』（元禄14年刊行）には、松本しづまという若衆方の役者が立役となって後、元禄8年（1695年）ごろ大坂の舞台に出た時、名を「鳥井庄吉」と改めたという記述があり、当時鳥井（鳥居）と名乗る役者がいたのは確かであるが、これが清元と関わりがあるかどうかは不明である。『浮世絵師伝』は「歿時年齢及び法名に就て、世に伝ふる所無きはあらざれども、疑問多きを以てここには収載せず」として生没年の項を空欄とする。この清元を開祖とした画系は鳥居派と称し、歌舞伎の絵看板専門の画派として続いている。